# Janaina de Figueiredo

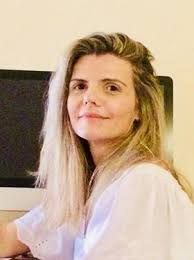
Janaina de Figueiredo, escritora e antropóloga

Janaina de Figueiredo (São Sebastião, 29 de maio de 1976), é escritora, antropóloga, pesquisadora e educadora brasileira.[carece de fontes?]

## Biografia
Janaina de Figueiredo nasceu na cidade de São Sebastião, litoral norte do Estado de São Paulo. Durante a infância, o seu pai, Ataualpa de Figueiredo Neto, conhecido também por Tata Cajalacy (dijna - afro-brasileira) lhe apresentou o universo da oralidade e das tradições afro-brasileiras.
No campo da antropologia, cursa o pós-Doutorado em Antropologia pela Universidade de São Paulo (USP), sua linha de pesquisa está voltada para os estudos das populações africanas e afro-brasileiras, particularmente, o universo religioso.
Como pesquisadora e educadora, Janaina de Figueiredo participa desde 2004 na produção de conteúdo e formação de educadores, com temas voltados à relações raciais e universo cultural afro-brasileiro. Acompanha desde então o processos de implementação da Lei nº10.639/2003 (que estabelece a obrigatoriedade do ensino da história e cultura afro-brasileira e africanas nas escolas públicas e privadas do Ensino fundamental e médio). Essa trajetória resultou em pesquisas e livros sobre a temática.
Já na literatura, as suas obras infantis publicadas, Meu avô é um Tata, O Fuxico de Janaina, Nós de Axé e Boi de Conchas, fazem parte do currículo municipal de ensino das cidades de São Paulo, Campinas, São Sebastião e Caraguatatuba.

## Produção Literária
A produção de Janaina de Figueiredo percorre por vários temas, como oralidade, ancestralidade, alteridade, entre outros. As suas obras dialogam também com uma tradição literária afro-brasileira. Suas principais referências e influenciadores são as escritoras brasileiras Conceição Evaristo, Kiusam de Oliveira, Heloisa Pires. Também, Odilon Moraes, Cláudio Fragata, Ana Maria Machado, entre outros.

### Obras Infantis
Há um conjunto de saberes civilizatórios afro-brasileiros, o qual dá o tom às narrativas de seu texto. Dois temas centrais estão presentes no seu processo criativo: o segredo e a memória. O primeiro é algo que pertence ao universo mítico das religiões afro-brasileiras, já as lembranças e memórias no campo da literatura afro conversam com a poesia, com a ancestralidade e com a representatividade negra.
Capa do livro "Meu avô é um tata", texto de Janaína Figueiredo, ilustrações de Bruna Lubambo. Ed. Pallas.

capa do Livro O fuxico de Janaína Por Janaina de Figueiredo ilustração por paulica Santos

- Nós de Axé (1º ed. Pallas em 2018)

- Meu avô é um tata (1º ed. Aletria em 2018)
- O Fuxico de Janaína (1º ed. Aletria em 2015)
- Boi de Conchas e outros contos caiçaras (1º ed. Sowilo em 2019)
- Formigável ( ed Altetria 2021)
- Seu Tainha ( ed Tigrito, 2022)
- Sapatinho de Makota ( ed Pallas, 2022)
- A Rosa e o poeta do Morro ( ed, Pallas, 2023)
- Kererê ( ed. Pallas 2023) Sebastião (ed Aletria, 2023)

### Obras Acadêmicas
- FIGUEIREDO, Janaína de. Nação Angola: Editora Pallas, março 2022
- FIGUEIREDO, Janaína de. The Decolonial Poetics in Torto Arado, In Crossing Racial Borders: The Epistemic Empowerment of the Subaltern, Organizadores, Lenita Perrier e Luis M. Londres: Lexington Books, 2022.
- FIGUEIREDO, Janaína de.Couleur de Peau et Reconnaissance Sociale: L’expérience Vécue des Afrobrésiliens Émigrés à Paris. In Revista Polis e Psique, em 2021 Couleur de Peau et Reconnaissance Sociale: L’expérience Vécue des Afrobrésiliens Émigrés à Paris

- FIGUEIREDO, Janaína de. Nkisi na Diáspora; In: Nkisi na Diáspora: Raízes religiosas banto no Brasil. São Paulo: ACUBALIN, 2013. ISBN 978-85-67030-00-5.
- FIGUEIREDO, Janaína de. Umbanda e Angola: caminhos entrecruzados. In: Culturas afro-brasileiras: temas fundamentais em ensino, pesquisa e extensão. (Orgs.) José Carlos Gomes da Silva, Melvina Araújo. São Paulo: Alameda, 2017. ISBN 978-85-7939-503-1.
- FIGUEIREDO, Janaína de; et all. Racismo e Educação: os (des)caminhos da Lei 10639: educação e racismo no Brasil. São Paulo: FAPESP/Educ, 2017 ISBN 978-75283905760.
- FIGUEIREDO, Janaína de; CARNEIRO, Patrício A. Entraves e possibilidades para a implementação da Lei 10.639/2003. São Paulo: Pontifícia Universidade Católica de São Paulo; Programa de Ciências Sociais; Núcleo de Estudos e Pesquisas “Relações Raciais: memória, identidade e imaginário”, (Financiamento FAPESP, Participação UNIFESP), 2013. ISBN 978-85-916827-0-6.
- FIGUEIREDO, Janaína de; ALBUQUERQUE, José L. Aspectos gerais da educação e das relações étnico-raciais. Material para o Curso de Espacialização (EaD) Política de Promoção da Igualdade Racial na escola, SECAD/UNIFESP, 2015.

## Prêmios
2007 -  Prêmio Cultura Viva - 2a Edição, Ministério da Cultura. Projeto África na Escola.[carece de fontes?]